# Phú Mỹ, Phú Vang
Phú Mỹ là một xã thuộc huyện Phú Vang, thành phố Huế, Việt Nam.
Xã có diện tích 11,61 km², dân số năm 1999 là 9.370 người, mật độ dân số đạt 807 người/km².

## Hành chính
Xã Phú Mỹ có 7 thôn:
1. Mong An
2. Dưỡng Mong
3. Vinh Vệ
4. Phước Linh
5. An Lưu
6. Mỹ Lam
7. An Hạ (từ tháng 12/2018, chuyển lên từ xã Phú Xuân).[3]